# Pisaster brevispinus
Pisaster brevispinus là tên của một loài sao biển sống ở phía đông bắc Thái Bình Dương.

## Mô tả, sinh thái học và môi trường sống
Khi trưởng thành, nó có thể đạt kích đường kính khoảng 2 feet, nặng đến 2 pound và những cái gai của nó thì ngắn hơn 2 mm. Cơ thể của nó mềm dẻo nên nó có thể sống trong rặng san hô.
Người ta thường thấy loài này ở cát hoặc bùn, tại đó, nó đang săn mồi. Thức ăn của nó là sò và các động vật có vỏ khác. Người ta cũng thường thấy những cá thể nhỏ hơn bám trên đá hoặc các cây cọc để ăn trai, con hà và các loài sâu biển. Ngoài ra, Pisaster brevispinus còn ăn xác cá, mực chết. Chúng không thích bị mắc cạn nên chỉ khi nào thủy triều rút mạnh thì người ta mới thấy nó ở trên bờ biển. Độ sâu mà nó thường sống là 180 mét.

## Sinh sản và vòng đời
Chúng sinh sản bằng cách phóng tinh trùng và trứng vào nước biển, sau đó, hai loại tế bào này trôi theo dòng nước và sẽ gặp nhau. Ấu trùng của chúng sẽ ăn những loại tảo nhỏ. Vào giai đoạn kết thúc, ấu trùng sẽ tạo ra một cấu trúc vỏ bao quanh và bắt đầu đi tìm nơi thích hợp để sống.
Sau khi tìm được, nó sẽ mất 2 ngày để trở thành sao biển non và thức ăn khi đó vẫn là tảo. Sau 6 tháng, kích thước của nó đã đạt 1 cm, nó sẽ bắt đầu ăn san hồ. Khi tròn 2 năm tuổi, loài này sẽ bắt đầu xuất hiện giới tính, khi ấy kích thước của nó đạt 20 cm. Sau từ 3 đến 4 năm (lúc này kích thước của chúng là 35 cm), nó không còn phát triển nhiều và khả năng sinh sản của nó giảm sút. Đó là những gì mà các nhà nghiên cứu thu được ở phòng thí nghiệm, còn ở tự nhiên thì vẫn chưa biết. Bên cạnh đó, họ cũng không biết loài này có thể sống bao lâu trong tự nhiên, còn trong môi trường nuôi nhốt thì nó sống được 8 năm.